# Flaga Šumperka
Flaga Šumperka - to jeden z symboli miasta Šumperk. Jest dzielona w pół - w lewej połowie znajduje się srebrne poroże jelenia na niebieskim tle, a w prawej pół czarnego orła na złotym tle.
Wygląd flagi nawiązuje do tarczy herbowej dzielonej w słup, będącej jednym z elementów herbu Šumperka - poroże to herb dawnych panów z Šumperka, który mógł się pojawić na pieczęciach już w XIII wieku. W 1562 cesarz rzymski Ferdynand I Habsburg w wydanym przywileju rozbudował dotychczasowy herb miejski o pół cesarskiego, złotego orła oraz inne elementy, które pominięto na fladze miasta.
Flaga miasta została ustanowiona w 1995 roku.